# 东莞实验中学
東莞實驗中學，简称东莞实验， 是廣東省東莞市一所重點高級中學，也是東莞市八間主要重點高中之一，隸屬東莞市教育局。 該校位於東莞市東城區東寶路。

## 學校歷史
學校創建於1993年，現在學生人數超過 2448 ，教職員超過252。

## 校訓
- 校訓：「尚學、創新」
- 校風：「奉獻，嚴謹，求實，進取」
- 學風：「立志向上，勤奮守紀，學有所長」